# Устржицкий, Андрей Себастиан
Андрей Себастиан Устржицкий (пол. Andrzej Sebastian Ustrzycki) (1739—1783) — польский математик.

## Биография и труды
Родился в 1739 году, в 1762 году вступил в иезуитский орден, учился в коллегии пиаристов в Варшаве, имел позднее бенефиций в Плоцкой диоцезии. Также, был приходским священником прихода города Каменчик.
Им были напечатаны «Algebra, czyli nauka o rachunkach literalnych» (2 тетради, Варшава, 1778—1781) и «Wybrane ze starożytnych świeckich pisarzów dzieje ze zdarzeniami i wyrokami mędrców o powinnościach Indzkich» (2 тетради, там же).